# Плейто (город, Миннесота)
Плейто (англ. Plato) — город в округе Мак-Лод, штат Миннесота, США. На площади 0,9 км² (0,9 км² — суша, водоёмов нет), согласно переписи 2002 года, проживают 336 человек. Плотность населения составляет 380,3 чел./км².
- Телефонный код города — 320
- Почтовый индекс — 55370
- FIPS-код города — 27-51460[1]
- GNIS-идентификатор — 0649540[2]